# Separatoppia robusta
Separatoppia robusta är en kvalsterart som beskrevs av Sandór Mahunka 1997. Separatoppia robusta ingår i släktet Separatoppia och familjen Oppiidae. Inga underarter finns listade i Catalogue of Life.